# Heinrich Gottinger

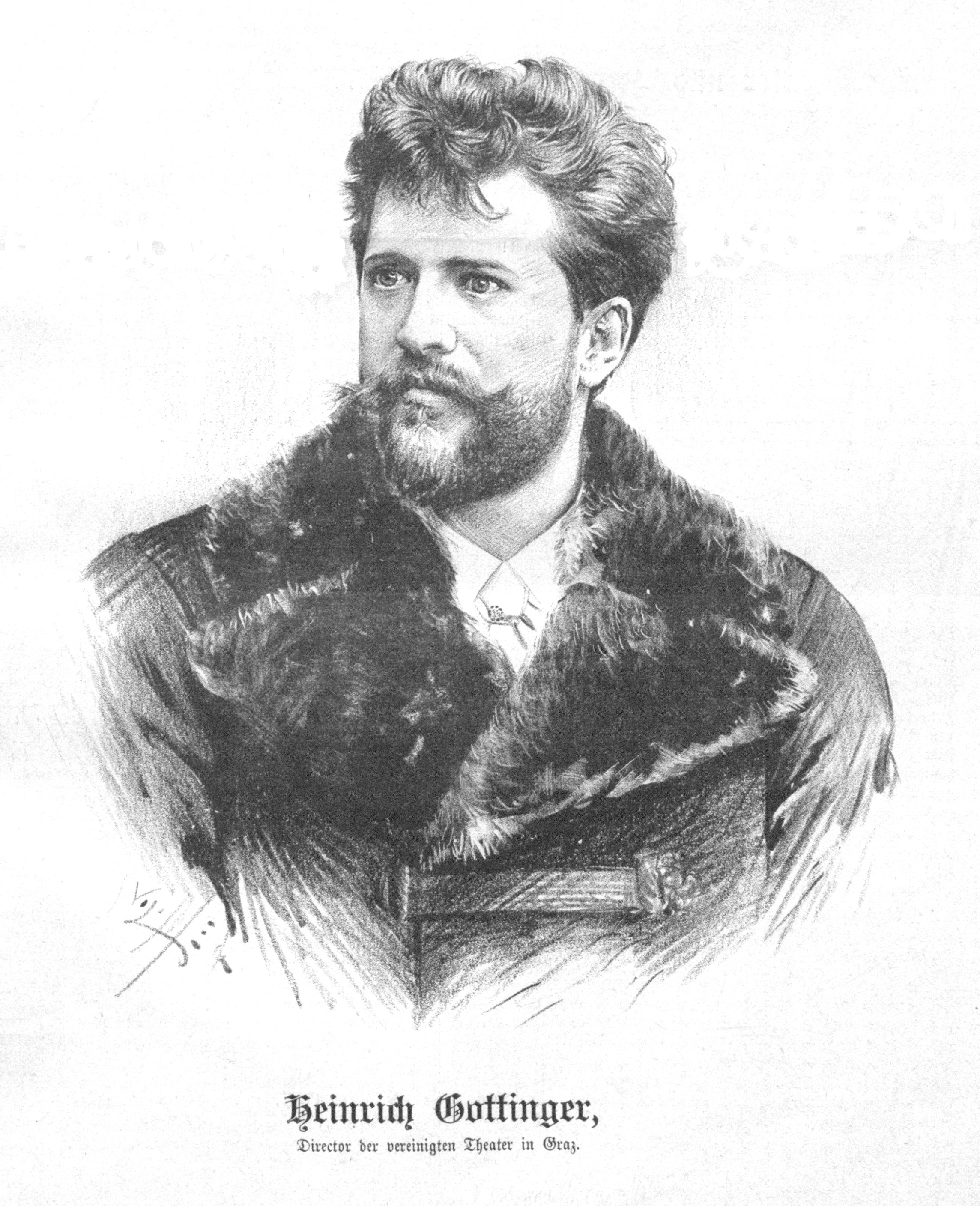
Heinrich Gottinger im Jahre 1896

Heinrich Gottinger (30. April 1860 in Niederpöring – 1929 in München) war ein deutscher Opernsänger, -regisseur, Theaterschauspieler und -direktor.

## Leben
Gottinger, Sohn eines Oberlehrers, war zum Pädagogen bestimmt, gab aber auf Anregung des Besitzers der Neuesten Münchner Nachrichten (Julius Knorr) seinen Beruf auf und nahm den ersten Gesangsunterricht bei Hans Hasselbeck, studierte Kompositionslehre und Kontrapunkt bei Vincenz Lachner, erhielt dramatischen Unterricht von Hermann von Schmied, vervollkommnete seine Gesangsstudien bei Marie Wilt und wendete sich danach als Sänger der Bühnenlaufbahn zu. Nachdem er im Jahre 1882 in Graz als „Ottokar“ debütiert hatte (er war schon vorher an kleinen Bühnen aufgetreten), nahm er Engagement in Ollmütz (Antrittsrolle „Telramund“), Würzburg 1884 (Antrittsrolle „Figaro“), Bremen (Antrittsrolle „Kirchhofer“) und Aachen, und trat 1888 in den Verband der Grazer Bühne (Antrittsrolle „Hans Heiling“). Dort wirkte er zwölf Jahre, sechs Jahre als erster Heldenbariton und sechs Jahre leitete er als Direktor diese Bühne. 1900 übernahm Gottinger die Direktion der vereinigten Theater von Düsseldorf-Duisburg, wirkte jedoch nach wie vor äußerst erfolgreich als Sänger. Er versteht mit seiner Kehle meisterhaft hauszuhalten, um bei gelegener Zeit umso wuchtiger ins Zeug zu gehen. Man lobte seinen seltenen Stimmglanz und die besonders sympathische Wirkung der dunklen Färbung seines Organs. Gottinger, der sich auch als Opernregisseur Verdienste erworben hat, gehört entschieden zu den Stützen seines Ensembles. Von seinen hervorragenden Leistungen seine namentlich erwähnt: „Amonasra“ (Aida), „Zar“, „Valentin“, „Barbier“, „Almaviva“, „Tell“, „Wolfram“, „Alberich“, „Vampyr“, „Graf v. Eberbach“ etc.
1902 gab er die Theaterdirektion ab und wirkte danach als Professor am Konservatorium Wien.